# Vincenzo Laveneziana
Vincenzo Laveneziana, noto anche come Nino (Monopoli, 17 marzo 1958 – Ostuni, 2 giugno 2018), è stato un calciatore italiano, di ruolo portiere.

## Carriera
Il massimo livello raggiunto in carriera è stata la Serie B, in cui ha giocato 43 partite con il Foggia.

## Palmarès

### Club

#### Competizioni nazionali
- Serie C1: 1

Palermo: 1984-1985

## Onorificenze
A lui verrà intitolato lo stadio di Ostuni.